# بلویو (نبراسکا)
بلویو(به انگلیسی: Bellevue) شهری در ایالت نبراسکا کشور ایالات متحده آمریکا است که جمعیت آن در سرشماری سال ۲۰۱۰ میلادی، ۵۰٬۱۳۷ نفر بوده‌است.